# Pavillon de Marsan
Pavillon de Marsan je část paláce Louvre, původně součást paláce Tuileries v Paříži. Dnes tvoří stejně jako jeho protějšek pavilon Flore západní konec Louvru.

## Historie
Během Francouzské revoluce a pobytu královské rodiny v paláci Tuileries obývala přízemí pavilonu Madame Adelaide, dcera Ludvíka XV.
Dekretem z roku 1801 Napoleon Bonaparte, který sídlil v paláci Tuileries, vyloučil umělce a další lidi, kteří bydleli v Louvru. Domy postavené uvnitř Louvru byly zbořeny. Architekti Charles Percier a Pierre Fontaine dostali na starosti přestavby v Tuileries i v Louvru. Byly dokončeny fasády na nádvoří. Severní křídlo bylo prodlouženo od Rohanského pavilonu k pavilonu Marsan, který se stal nárožním pavilonem Tuileries. Percier rezignoval v roce 1812 a Fontaine zůstal architektem Louvru až do roku 1848.

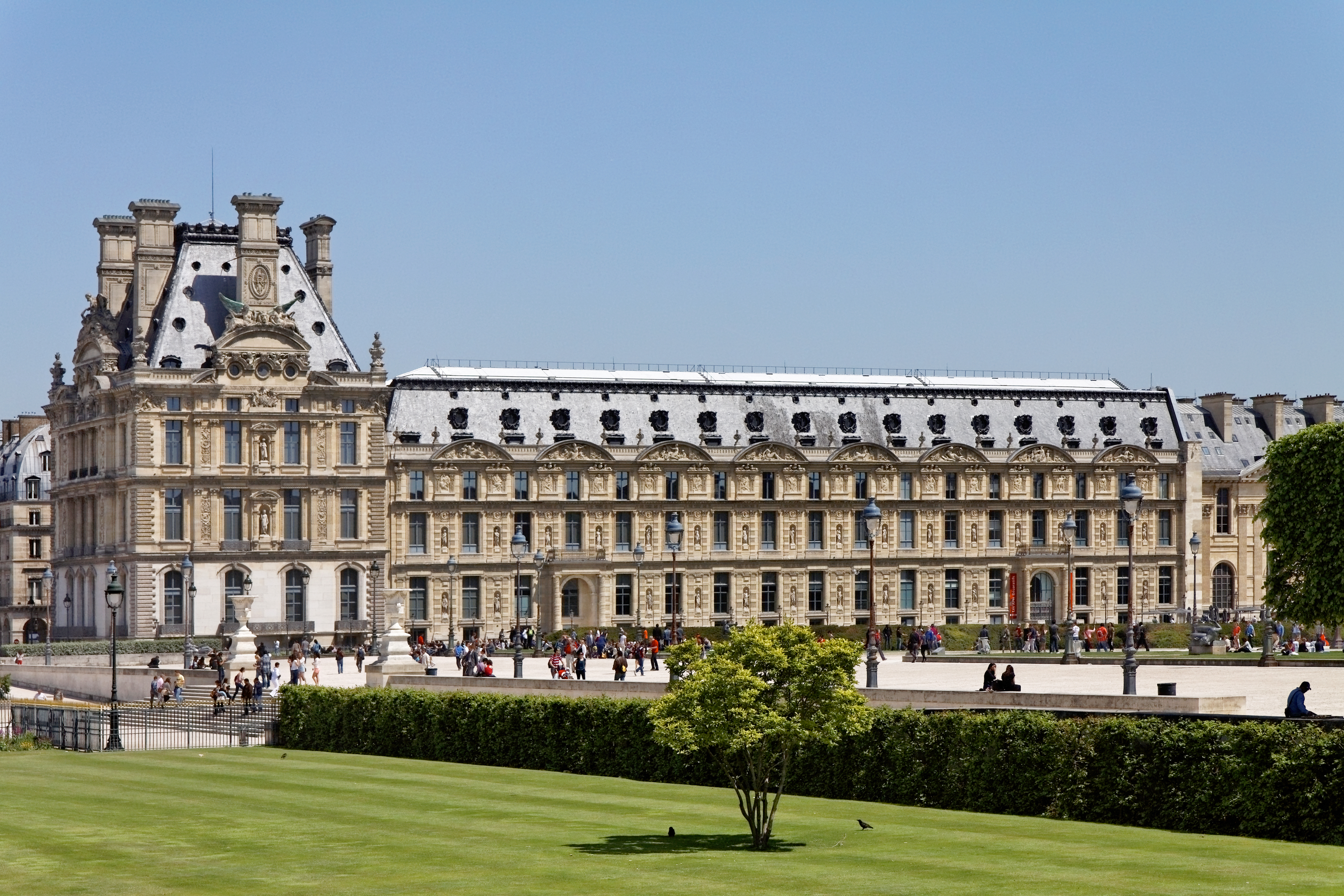
Pavilon Marsan (vlevo) a křídlo Marsan (vpravo)

Marsanův pavilon se nachází na severozápadním konci paláce Louvre, současně tvořil součást paláce Tuileries, z něhož byl jedním ze dvou bodů spojení s pavilonem Flore na jihu). Byl zničen při požáru Tuileries v roce 1871, poté po roce 1874 přestavěn. Pavillon de Flore sloužil jako vzor pro Pavillon de Marsan, který nahradil původní stavbu architekta Le Vau. Podél rue de Rivoli se pak severní křídlo Louvru zdvojnásobilo do šířky.
Od roku 1905 se pavilonu Marsan a přilehlých budovách nachází Muzeum dekorativního umění.

## Původ jména
Pavillon de Marsan (původně Pavillon de Pomone) vděčí za svůj název hraběnce de Marsan, Marie-Louise de Rohan, jediné dceři knížete Julese de Rohan-Soubise. Provdala se 14. června 1736 za Gastona de Lorraine, hraběte z Marsanu (1721-1743).
Tato část paláce pak dlouhou dobu sloužila jako její rezidence. Hraběnka se v roce 1754 stala vychovatelkou královských dětí, zejména budoucích králů Ludvíka XVI. a Ludvíka XVIII. Zemřela v roce 1803 ve věku 83 let.